# ホーンテッドマンション (2003年の映画)
『ホーンテッドマンション』（原題：The Haunted Mansion）は、2003年のアメリカ合衆国のホラー・コメディ映画。『カントリー・ベアーズ』、『パイレーツ・オブ・カリビアン/呪われた海賊たち』に続き、世界各国のディズニーパークにある人気アトラクション『ホーンテッドマンション』を映画化。監督は『ライオン・キング』、『スチュアート・リトル』のロブ・ミンコフ。主演はエディ・マーフィ。

## ストーリー
ジム（エディ・マーフィ）は妻のサラ（マーシャ・トマソン）と不動産業を営んでいた。ある日、サラの元にエドワード・グレイシー邸の執事ラムズリー（テレンス・スタンプ）から突然「屋敷を売りたい」という電話が入る。しかし、指定された当日は湖に家族旅行に出かける予定だった。旅行を優先させようとするサラとは反対に、ジムはクモ嫌いで臆病者の息子・マイケルと強気で我も強い性格の娘・メーガンも連れて旅行のついでにその屋敷へ向かうこととなる。
屋敷での打ち合わせを終え、いざ旅行に向かおうと屋敷を後にしようとするも、突然の大雨で足止めを食らってしまい、屋敷で一夜を過ごすことになる。

## キャスト
| 役名                   | 俳優                         | 日本語吹替 |
| ---------------------- | ---------------------------- | ---------- |
| ジム・エヴァース       | エディ・マーフィ             | 山寺宏一   |
| ラムズリー             | テレンス・スタンプ           | 滝田裕介   |
| エドワード・グレイシー | ナサニエル・パーカー         | 山路和弘   |
| サラ・エヴァース       | マーシャ・トマソン           | 鈴木ほのか |
| マダム・リオッタ       | ジェニファー・ティリー       | 木の実ナナ |
| エズラ                 | ウォーレス・ショーン         | 樋浦勉     |
| エマ                   | ディナ・ウォーターズ         | 滝沢ロコ   |
| マイケル               | マーク・ジョン・ジェフリーズ | 宮里駿     |
| メーガン               | アリー・デイヴィス           | 鈴木里彩   |
| ザ・シンギング・バスツ | シェルビー・グリム           | グッチ裕三 |
| ザ・シンギング・バスツ | ハリー・J・キャンベル        | グッチ裕三 |
| ザ・シンギング・バスツ | ウィリアム・T・ルイス        | グッチ裕三 |
| ザ・シンギング・バスツ | ティム・リーダー             | グッチ裕三 |
| ザ・シンギング・バスツ | ボブ・ハートリー             | グッチ裕三 |

## スタッフ
- 監督：ロブ・ミンコフ
- 脚本：デイヴィッド・バレンバウム
- 製作：ドン・ハーン、アンドリュー・ガン
- 製作総指揮：バリー・ベルナルディ、ロブ・ミンコフ
- 原案：ウォルト・ディズニー　ホーンテッドマンション
- 撮影監督：レミ・アデファラシン
- プロダクション・デザイナー：ジョン・マイヤー
- 編集：プリシラ・ネッド・フレンドリー
- 衣装デザイナー：モナ・メイ
- 視覚効果スーパーバイザー：ジェイ・レッド
- 視覚効果&アニメーション：ソニー・ピクチャーズ・イメージワークス
- 特殊メイク効果：リック・ベイカー
- 音楽：マーク・マンシーナ

## エピソード
- オープニングに登場する3枚のタロットカードは「恋人」「死神」「ソードの3」のカードで、それぞれ「恋愛」「死」「裏切り」などを意味する。
- 冒頭でチラシを配達する少年を演じたザック・ミンコフは、監督のロブ・ミンコフの甥である[3]。
- チラシにはジムの会社の電話番号1-800-654-2192が書かれているが、同じくディズニーのマーベル映画『キャプテン・マーベル』やドラマ『スイート・ライフ』にも同じ番号が登場するシーンがある。かつてはディズニーが番号を管理し、実際にかけると「映画やテレビで使用される架空の番号です」というメッセージが流れるようになっていた[4]。
- 娘のメーガンは13歳、息子のマイケルは10歳の設定であるが、実際にはメーガン役のアリー・デイヴィスが1991年生まれ、マイケル役のマーク・ジョン・ジェフリーズが1990年生まれで、マイケル役の方が年上だった。
- 「隠れミッキー」のシーンがあり、屋敷の門に着いたシーンで門の南京錠がミッキーの頭の形になっている。また、ジムがマダム・リオッタの部屋から逃げ出すシーンではドアの上の窓がミッキーの耳の形になっている[5]。
- ラストシーンに登場する橋は、ルイジアナ州のポンチャートレイン湖に架かる水上橋ポンチャートレイン湖コーズウェイ。
- エンディング曲は、ネリーの『Iz U』。ミュージックビデオには墓場がある屋敷や水晶玉、ゾンビなどが登場し、映画とリンクした内容となっている[6]。
- エンドクレジット後にマダム・リオッタが出てきて言うセリフは、アトラクションで出口付近に佇むリトル・レオタのセリフを映画用にアレンジしたものである。

## Blu-ray/DVD
ウォルト・ディズニー・ジャパンよりBlu-ray DiscとDVDが発売。
- Blu-ray
  - ホーンテッドマンション　品番：VWBS-1003　発売日：2006年11月8日
  - ホーンテッドマンション　品番：VWBS-1159　発売日：2010年10月20日

- DVD
  - ホーンテッドマンション -特別版-　品番：VWDS-3792　発売日：2004年9月3日
  - ホーンテッドマンション 特別版　品番：VWDS-4084　発売日：2005年6月8日
  - ホーンテッドマンション 特別版　品番：VWDS-4242　発売日：2005年9月7日
  - ホーンテッドマンション 特別版　品番：VWDS-3095　発売日：2006年2月22日